# جائزة ماليزيا الكبرى 2009
جائزة ماليزيا الكبرى 2009 هو سباق فورمولا 1 أقيم بتاريخ 5 أبريل 2009 في حلبة سيبانغ الدولية، سلاغور، ماليزيا. كان الثاني من أصل 17 في بطولة العالم لسباقات الفورمولا واحد موسم 2009. حلّ البريطاني جنسن باتون أولا بينما جاء الألماني نيك هيدفيلد في المركز الثاني وحصل على المركز الثالث الألماني تيمو غلوك.